# Kernkraft 400
«Kernkraft 400» —en español: «Energía Nuclear 400»— es una canción del proyecto alemán de música electrónica Zombie Nation, lanzada en 1999 e incluida en el álbum debut Leichenschmaus. Alcanzó varios puestos en distintas listas musicales, logrando cuatro primeros puestos en Canadá, Grecia, Irlanda y Reino Unido.
La melodía principal del sencillo proviene de la canción «Star Dust» del videojuego de 1984 Lazy Jones. Al principio no fue concedido el permiso por parte del compositor de la banda sonora David Whittaker, hasta que Florian Senfter («Splank!») le pagó una suma no revelada para el uso de la melodía.
La canción se volvió popular en el mundo del deporte, siendo coreada por el público en distintos estadios deportivos. En 2015, la revista Sports Illustrated ubicó a «Kernkraft 400» en el puesto 8 de la lista Top 10 Stadium Anthems.

## Video musical
El vídeo musical de Kernkraft 400 muestra una publicidad ficticia estilo Teletienda  llamada "Atomic Bazar" donde el DJ Florian Senfter publicita productos y electrodomésticos marca "Kernkraft 400™". Los cuales muestran ser mejores que otros productos ordinarios, mientras baila con 2 chicas semidesnudas.

## Lista de canciones
| Vinilo 12" (Reino Unido) |                                     |          |  |
| N.º                      | Título                              | Duración |  |
| 1.                       | «Kernkraft 400» (Dave Clarke Remix) | 5:41     |  |
| 2.                       | «Kernkraft 400» (DJ Gius Remix)     | 6:00     |  |

| Vinilo 12" (Alemania) |                                 |          |  |
| N.º                   | Título                          | Duración |  |
| 1.                    | «Kernkraft 400» (DJ Gius Remix) | 6:05     |  |
| 2.                    | «Kernkraft 400» (Splank! Mix)   | 6:09     |  |
| 3.                    | «Kernkraft 400» (Original)      | 4:45     |  |

| Sencillo CD (Reino Unido) |                                      |          |  |
| N.º                       | Título                               | Duración |  |
| 1.                        | «Kernkraft 400» (DJ Gius Radio Edit) | 3:30     |  |
| 2.                        | «Kernkraft 400» (DJ Gius Remix)      | 6:00     |  |
| 3.                        | «Kernkraft 400» (Dave Clarke Remix)  | 5:41     |  |
| 4.                        | «Kernkraft 400» (Original)           | 4:45     |  |

## Posicionamiento en listas
| Lista (1999-2001)                              | Mejor posición |
| ---------------------------------------------- | -------------- |
| Australia (ARIA)                               | 86             |
| Bélgica (Flandes) (Ultratop 50)                | 10             |
| Canadá (Nielsen SoundScan)                     | 16             |
| Canadá (Canadian Hot 100)                      | 1              |
| Canadá (Eurochart Hot 100)                     | 12             |
| Francia (SNEP)                                 | 100            |
| Alemania (Offizielle Deutsche Charts)          | 22             |
| Grecia (IFPI)                                  | 1              |
| Irlanda (IRMA)                                 | 2              |
| Irlanda Ireland Dance (IRMA)                   | 1              |
| Países Bajos (Dutch Top 40)                    | 8              |
| Países Bajos (Mega Single Top 100)             | 5              |
| Escocia (Scottish Singles Sales Chart)         | 2              |
| Reino Unido (UK Singles Chart)                 | 2              |
| Reino Unido (UK Dance Chart)                   | 1              |
| Estados Unidos (Billboard Hot 100)             | 99             |
| Estados Unidos (Hot Dance Club Songs)          | 47             |
| Estados Unidos Dance Singles Sales (Billboard) | 3              |

| Lista (2000)                   | Posición |
| ------------------------------ | -------- |
| Bélgica (Ultratop 50 Flanders) | 67       |
| Países Bajos (Dutch Top 40)    | 82       |
| Países Bajos (Single Top 100)  | 67       |
| Reino Unido UK Singles (OCC)   | 38       |

## Certificaciones
| País        | Certificación | Ventas  |
| ----------- | ------------- | ------- |
| Reino Unido | Oro           | 400 000 |